# Bukowice (Wołów)
Pour les articles homonymes, voir Bukowice.
Bukowice est une localité polonaise de la gmina de Brzeg Dolny, située dans le powiat de Wołów en voïvodie de Basse-Silésie.